# Lola Montez (1955)
Lola Montez ist ein deutsch-französischer Historienfilm über das Leben von Lola Montez, der Tänzerin und Mätresse des bayrischen Königs Ludwig I. Er basiert auf der romanhaften Biografie Von Glück und Trauer trunken. Lola Montez (Originaltitel: Lola Montès) von Cécil St. Laurent. Zu seiner Entstehungszeit 1955 war er mit über sieben Millionen Mark der teuerste Film, der seit Ende des Zweiten Weltkriegs in Deutschland gedreht wurde. Es war der erste Farbfilm des Regisseurs Max Ophüls und gleichzeitig sein letzter Film vor seinem Tod 1957.

## Handlung
Ein peitscheschwingender Stallmeister kündigt in einem Zirkus der Menge die „Attraktion des Jahrhunderts“ und „das interessanteste Raubtier“ des Zirkus an: Die ehemalige königliche Mätresse Maria Dolorès Porriz y Montez, Gräfin von Landsfeld, genannt Lola Montez. Sie wird reich geschmückt in die Zirkusmanege getragen, wo ihr im ersten Teil der Show Fragen gestellt werden dürfen. Für eine Frage müssen 25 Cent gezahlt werden, die jedoch nicht als Gage für Lola Montez verwendet werden, sondern von ihr, wie der Stallmeister ankündigt, an ein Erziehungsheim für gefallene Mädchen gespendet werden. Die Menge ruft Lola Montez Fragen zu, etwa zu ihrer Taillenweite und ihren Affären, die jedoch vom Stallmeister launig beantwortet werden. Eine Liebhaberparade beginnt, während der Zirkusartisten die Anzahl der Liebhaber Lola Montez’ darstellen. Die Frage, ob sich die Gräfin von Landsfeld noch an das erinnere, was früher war, führt bei Lola Montez zu einer ersten Rückblende auf ihre Affäre mit dem Komponisten Franz Liszt.

### Die Affäre mit Franz Liszt
Franz Liszt und Lola Montez sind in einer Kutsche nach Rom unterwegs, jedoch bemerkt der Komponist, der für Lola Montez Stücke schreibt, zu denen sie vor Publikum tanzt, dass ihrer Kutsche eine weitere folgt. Er weiß sich nun als bloßer Liebhaber, da Lola Montez in die andere Kutsche umsteigen wird, sobald sie ihn verlassen will. In einer Herberge übernachten beide. Franz Liszt will Lolas Verlassen zuvorkommen. Er zerreißt den eben fertiggestellten Abschiedswalzer und will heimlich das gemeinsame Zimmer verlassen, doch ertappt Lola Montez ihn dabei und beide verbringen eine letzte Nacht zusammen. Am nächsten Morgen trennen sich ihre Wege, Lola Montez liest die zerrissenen Noten auf, woraufhin Liszt meint, dass sie wenigstens seiner Musik treu bliebe.

### Kindheit und Jugend
In der Zirkusmanege kündet der Stallmeister einen Szenen- und Kostümwechsel an, da man sich nun mit der Kindheit und Jugend von Lola Montez beschäftigen werde. In einer Rückblende sieht man die jugendliche Lola mit ihrer Mutter ein Schiff nach Paris besteigen. Während sich ihre Mutter eine Kabine mit ihrem Liebhaber Leutnant James teilt, muss Lola Montez im Schlafsaal zusammen mit anderen Mädchen übernachten. In Paris angekommen soll sie nach dem Willen ihrer Mutter mit einem alten Baron verheiratet werden, der als Bankier der Familie tätig war. Sie flüchtet zusammen mit Leutnant James, der ihr seine Liebe gesteht. Beide heiraten.
Der Stallmeister verkündet zu Beginn des „2. Akts“ in der Manege, dass die Ehe glücklich war, doch zeigt ein Rückblick, dass Lola Montez in Wirklichkeit nach fünf Jahren vor ihrem gewalttätigen, ständig betrunkenen und fremdgehenden Ehemann flüchtet. Es folgt das weitere Leben der Lola Montez, in der Manege dargestellt in aufwendigen Standbildern und Spielszenen. Lola Montez gibt ihr Debüt als Tänzerin in Madrid, wird von einem reichen Russen entführt, dessen Liebe sie zurückgewiesen hatte und kann erst durch die Intervention des französischen Gesandten befreit werden. Während dieser Geschehnisse in der Manege erscheint ein Arzt beim Direktor des Zirkus, der noch als Clown verkleidet die Tageseinnahmen zählt. Er weist ihn darauf hin, dass Lolas Herz schwach ist und sie sich schonen sollte.
Lola erzählt nun selbst ihre Geschichte. Sie tanzte am Tivoli und war in den Kapellmeister verliebt. In einer kurzen Rückblende wird gezeigt, wie sie auf der Bühne erfährt, dass er verheiratet ist. Sie ohrfeigt den gerade dirigierenden Kapellmeister und stellt ihn anschließend vor seiner Frau bloß. Sie wird dadurch bekannt, der Stallmeister besuchte sie damals und bot ihr einen Vertrag beim Zirkus an, den sie jedoch ablehnte.
In der Manege wird Lola Montez’ schwindelerregender Aufstieg in der Gesellschaft nachvollzogen. Während die Zahl ihrer Geliebten vorgelesen wird, die von Richard Wagner über Frédéric Chopin zum Graf von Lichtenfeld und dem Großherzog von Hessen immer mächtiger werden, schwingt sich Lola Montez an einem Trapez immer höher in die Zirkuskuppel hinauf, bis sie auf der obersten Plattform steht. Hier setzt der Rückblick auf ihr Leben in Bayern ein.

### Lola Montez und Ludwig I. von Bayern

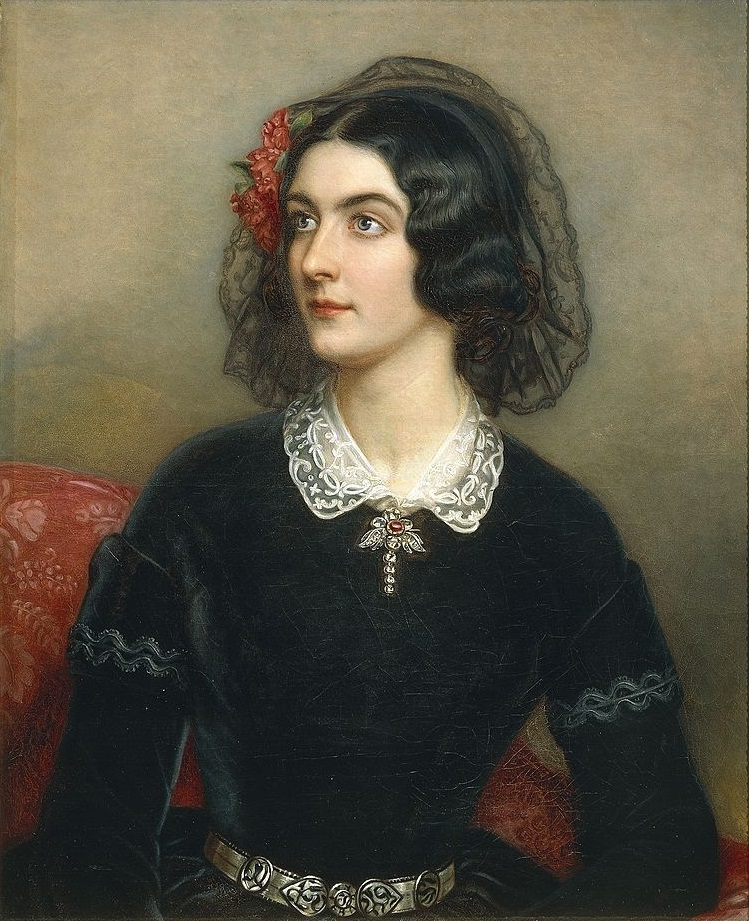
Im Gegensatz zu Stielers Porträt der Lola Montez, das Ludwig I. tatsächlich in Auftrag gegeben hat, zeigt das Porträt im Film Lola Montez schließlich nackt.

Lola Montez spricht in den verschneiten Bergen einen wandernden Studenten an, der ihr, in der Kutsche mitgenommen, den Weg nach München zeigt. Hier will Lola als Tänzerin Karriere machen, doch wird sie nicht engagiert. Kurz vor ihrer Abreise beginnt sie eine Affäre mit Ferdinand von Freiberg, über den sie mit König Ludwig I. in Verbindung zu kommen hofft. Sie erhält eine Audienz beim König und beklagt sich über fehlende Auftrittsmöglichkeiten. Zweifel über eine schlechte Figur erstickt sie im Keim, indem sie ihr Mieder vor Ludwig I. aufreißt („Ich bin sehr gut gewachsen, wollen Sie sehen?“). Der König vermittelt ihr einen Auftritt als Tänzerin im Münchner Hof- und Nationaltheater, nach dem sie abreisen will. Er hält sie am Hof, indem er ein Porträt von ihr in Auftrag gibt, dessen Fertigstellung er immer weiter verzögern lässt. Sie wird seine Mätresse, mischt sich jedoch auch immer mehr in die Politik ein. Die Bürger rebellieren gegen Lola Montez, die schließlich nachts mithilfe des Studenten, den sie auf dem Weg nach München kennengelernt hat, über die Grenze nach Österreich flieht. Die Möglichkeit eines einfachen Lebens als Frau des Studenten lehnt sie ab, da etwas in ihr zerbrochen sei und sie nicht mehr lieben könne.

### Finale
Der Stallmeister verkündet in der Manege, dass sich Lola Montez schließlich an sein Angebot der Zusammenarbeit erinnert hätte und so zum Zirkus kam. Sie tritt hier seit vier Monaten jeden Tag auf und beendet ihre Show mit einem Sprung von einer Plattform in der Zirkuskuppel ohne Netz auf eine gepolsterte Matte. Der Arzt bittet den Zirkusdirektor, diesmal das Netz gespannt zu lassen, doch der Stallmeister fürchtet, das Publikum zu enttäuschen und entfernt das Netz. Die Sprung-Einstellung aus der Sicht Montez’ lässt den Ausgang offen, man sieht sie aber am Ende in einem vergitterten Wagen sitzen. Die männlichen Zuschauer drängen sich vor dem Wagen, um Lola Montez für einen Dollar die Hand zu küssen. Der Stallmeister gesteht Lola Montez, dass er ohne sie nicht existieren könne. Sie entgegnet ihm resigniert: „Das Leben geht weiter.“

## Entstehung
„Lola Montez“ wurde als Großprojekt geplant, das die Theorie eines europäischen Films in die Tat umsetzen sollte. Daher wurde der Film sowohl auf Französisch, Deutsch und Englisch gedreht. Als Regisseur wurde der deutsche Regisseur Max Ophüls gewonnen, der dem Stoff zunächst kritisch gegenüberstand, jedoch nach Beschäftigung mit der Biografie Lola Montez’ mit der Arbeit am Drehbuch für einen Schwarz-Weiß-Film begann.
Die Produktionsfirmen rechneten von Anfang an mit einem Erfolg des Films und besetzten ihn mit hochkarätigen Darstellern. Das französische Sexsymbol der 1950er Jahre Martine Carol wurde im September 1954 engagiert und erhielt eine Gage von umgerechnet rund 350.000 Mark, Adolf Wohlbrücks Gage betrug 100.000 Mark. Da Ophüls den Film um die Idee eines Zirkus kreisen lassen wollte, in dem Lola Montez vor dem Publikum in der Manege Fragen zu ihrem Leben beantwortet, entschieden sich Produktion und Verleih, den Film als Farbfilm drehen zu lassen. Obwohl die Produktionsfirma terminierte Verträge mit den Darstellern abgeschlossen hatte, verzögerte sich der Beginn der Dreharbeiten, da Ophüls erst nach langen Probeaufnahmen in einen Farbfilm einwilligte. Er schrieb das Drehbuch um, um Farben bewusst im Film einzusetzen.
Da CinemaScope-Filme beim Publikum zunehmend beliebter wurden, wurde das „Prestigeprojekt“ zudem in dem damals neuen Aufnahmeformat geplant. Dies zog erneute Änderungen des Drehbuchs nach sich, die schließlich auch hohe Kosten für Vertragsverlängerungen der beteiligten Schauspieler bedeuteten, die teilweise in der ersten Vertragslaufzeit keinen einzigen Drehtag erlebt hatten. „Ich habe angefangen zu arbeiten, zwei Tage bevor der Vertrag vorbei war“, schrieb Hauptdarsteller Peter Ustinov rückblickend.

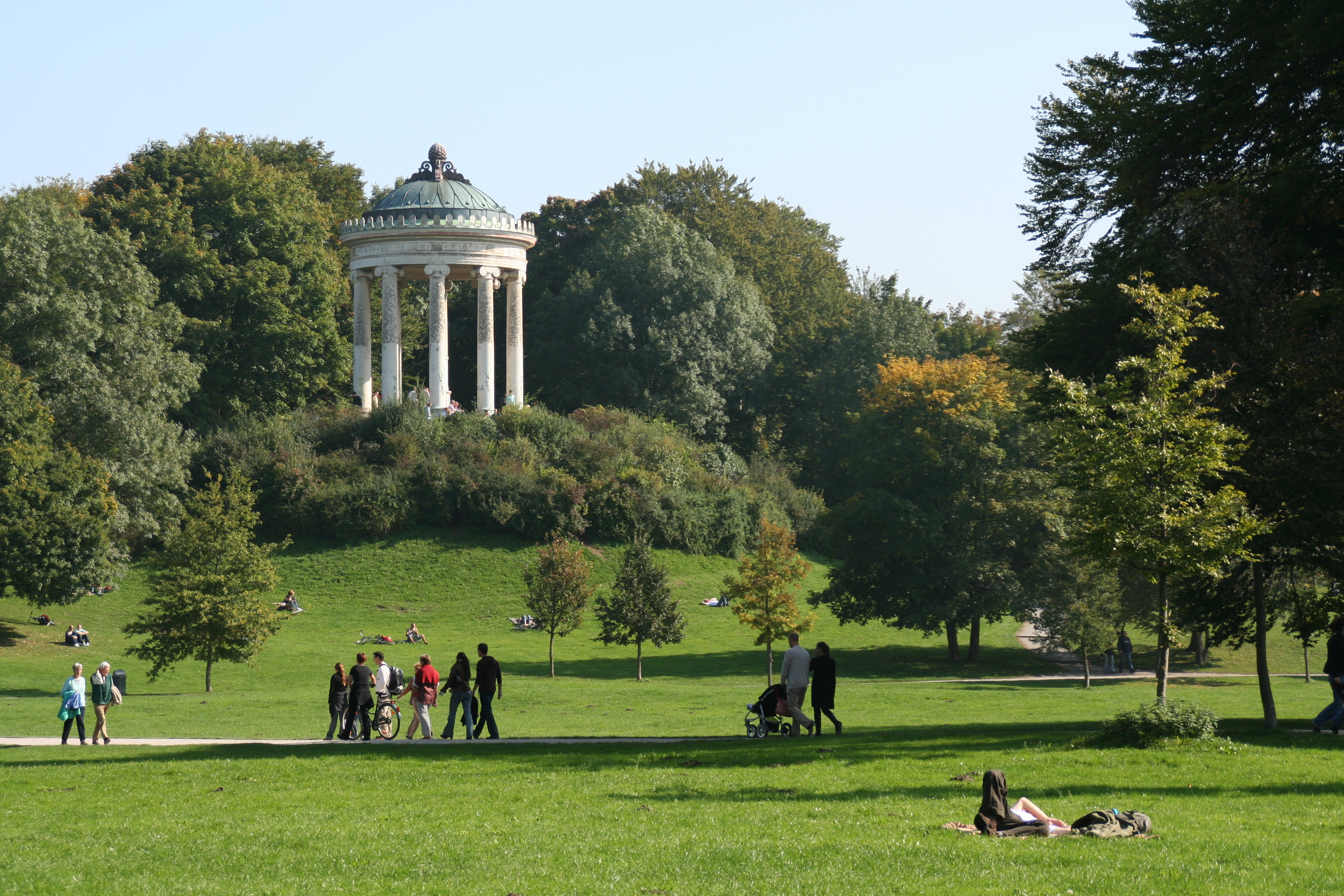
Drehort für die Parade König Ludwig I. war die Gegend um den Monopteros im Englischen Garten in München.

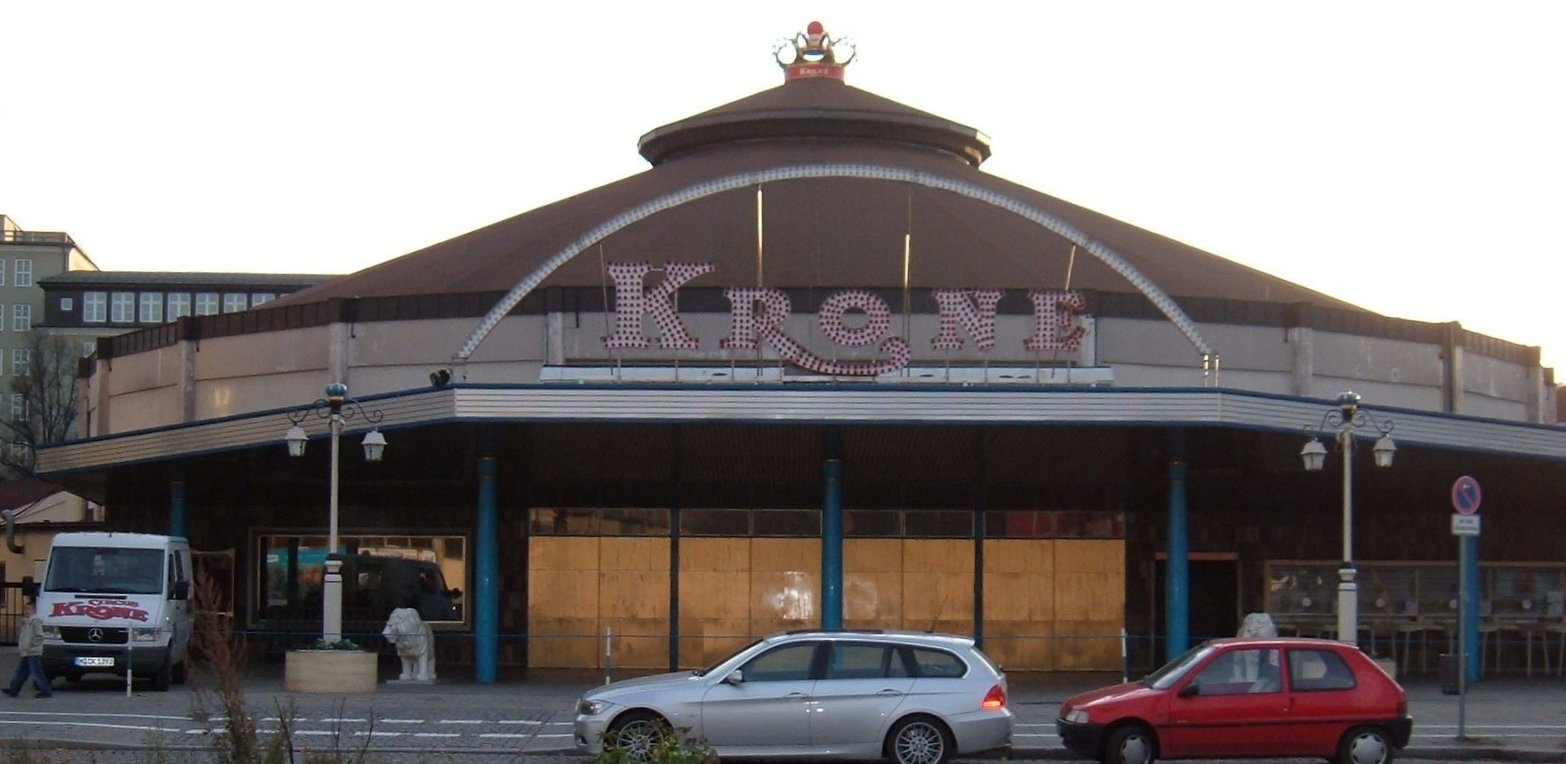
Der Zirkusbau des Films war acht Meter höher als der Bau des Circus Krone in München.

Der erste Drehtag fand Mitte Februar 1955 statt, Drehorte waren in den folgenden Monaten Paris, Nizza, Schloss Weißenstein in Pommersfelden, Bamberg und die Bavaria Film in München. Da sich Ophüls im Gegenzug für einen Dreh in CinemaScope zusichern lassen hatte, dass ihm „alle technischen und künstlerischen Mittel zur Verfügung gestellt werden“ stiegen die Kosten des Films in zur damaligen Zeit unerreichte Höhen. Für das ausgeklügelte Farbkonzept des Films wurden Wege künstlich eingefärbt, für eine Einstellung, in der Schnee benötigt wurde, schaffte man das Set in die Hohen Tauern, während die Szenen der Parade von Ludwig I. im Englischen Garten am Monopteros aus dem Winter in den Sommer verlegt wurden und daher alle Kostüme umgearbeitet werden mussten. Für die Zirkusszenen, die die Rahmenhandlung und den roten Faden des Films darstellen, baute man einen festen Zirkusbau, da der Bau des Circus Krone in München für Max Ophüls’ Vorstellungen zu niedrig war, und engagierte den Zirkus Brumbach mit Artisten und Tieren. Jede Szene wurde auf Französisch, Deutsch und Englisch gedreht, sodass sich die Produktionskosten und die Drehzeit immer mehr erhöhten.
Zwei Umstände retteten den Film vor dem vorzeitigen Drehstopp aufgrund Geldmangels: Der Verleiher der Union-Film Reinegger hatte den Film „Lola Montez“ gegen Überschreitung der vorgesehenen Drehzeit von 82 Tagen durch höhere Gewalt versichern lassen und durch den Kauf und anschließenden Kinokassenerfolg des Heimatfilms Der Förster vom Silberwald ausreichend finanzielle Mittel, um „Lola Montez“ fertigstellen zu lassen.
Insgesamt hatte „Lola Montez“ zum Zeitpunkt seiner Kinopremiere 7,2 Millionen D-Mark verbraucht, was Ophüls in einem Interview kommentierte:

„Welche Summe Sie auch immer hören werden, vergessen Sie nicht, sie durch drei zu dividieren. Denn im Grunde drehen wir drei Filme, einen deutschen, einen englischen und einen französischen, da ja alle drei Fassungen in der Originalbesetzung nacheinander gedreht werden. So wird auf jeden der drei Filme eine Kostensumme entfallen, die durchaus nicht ungewöhnlich genannt werden kann.“

## Reaktionen

### Misserfolg bei der Premiere und Kritik
Die Premiere von „Lola Montez“ fand am 25. Dezember 1955 im Pariser Marignan-Kino statt, die Premierenzuschauer zeigten sich enttäuscht. Für den Film war hauptsächlich mit einer aufreizenden Martine Carol geworben worden, deren tief ausgeschnittenes Dekolleté die Erwartungshaltung des Publikums an eines der größten Sexsymbole der Zeit zu erfüllen schien. Max Ophüls spielte zwar mit den Erwartungen des Publikums, enttäuschte es jedoch, indem er zum Beispiel die historisch verbürgte „Busenprobe“, in der Lola Montez vor den Augen des Königs Ludwig I. ihr Oberteil zerreißt, im Film behält, im entscheidenden Augenblick jedoch auf zwei Lakaien im Nebenraum schwenkt, die Nähzeug für das zerstörte Oberteil beschaffen sollen. „Statt eines publikumssicheren Busen- und Beinfilms, den der Name Martine Carol verhieß“ sahen die Zuschauer ein komplexes, verschachteltes Werk.

„Das Premierenpublikum nahm weniger Rücksichten. In Paris wurde gepfiffen, und enttäuschte Martine-Carol-Fans, die vergeblich auf die sonst reichlich gewährten Busen-Einblicke warteten, sollten durch Barrieren davon abgehalten werden, die Besucher der nächsten Vorstellung zu warnen. Als törichterweise Polizei eingesetzt wurde, war ein ‚Skandal‘ da, wie er nicht immer unerwünscht ist.“

Der Film konzentrierte sich auf das schauspielerische Talent Martine Carols, „deren Schönheit ihre schauspielerische Begabung deutlich überragte.“ Die mangelhaften schauspielerischen Fähigkeiten seiner Hauptdarstellerin hatte Max Ophüls bewusst für den Film einsetzen wollen und sagte am Set des Films: „Je schlechter sie ist, desto besser, desto kitschiger, genau darum geht es mir in meinem Film.“
Die deutsche Premiere fand am 12. Januar 1956 in München statt und war von negativer Kritik begleitet. Friedrich Luft schrieb in der Süddeutschen Zeitung, der Film wäre ein „großer Wurf – aber […] ein großer Wurf daneben“ und der französische Filmkritiker Georges Sadoul bewertete ihn als schlechtes Kino mit ein paar hübschen Einfällen.

### Kürzungen
Die Einspielergebnisse blieben hinter den Erwartungen zurück. Sowohl die französische als auch die deutsche Premierenfassung wurde daher um vier Szenen gekürzt. Da in beiden Premierenfassungen deutsche und französischen Passagen einander abwechselten und einige Szenen sogar untertitelt waren, dies von Kritikern und Publikum aber als negativ empfunden wurde, entschied man sich für eine Vollsynchronisation in den jeweiligen Landessprachen. Für einen Erfolg in Großbritannien, wo der Film noch nicht angelaufen war, nahm Max Ophüls selbst Kürzungen vor, die den Produzenten jedoch nicht weit genug gingen. Sie stellten den Film um und lösten den Wechsel von Rückblenden und Zirkusszenen zugunsten einer chronologischen Fassung auf, an dessen Ende verkürzt die Zirkusszene gestellt wurde. Auf Basis der Version für das britische Publikum entstanden zudem dritte deutsche und französische Fassungen, die beim Kinopublikum jedoch unbeachtet blieben. Max Ophüls starb am 26. März 1957, die britische Fassung kam 1957 ins Kino. Eine erneut gekürzte Version, die gegenüber der deutschen Premierenfassung von 115 Minuten nur noch 75 Minuten aufwies, kam 1959 in den USA ins Kino, war jedoch ebenfalls kein Erfolg.
| Land                            | Premierendatum    | Filmname                              | Länge       | Ton                              | Sprache                                                            | Änderung |
| ------------------------------- | ----------------- | ------------------------------------- | ----------- | -------------------------------- | ------------------------------------------------------------------ | --- |
| Frankreich (Paris)              | 22. Dezember 1955 | Lola Montès                           | 113 Minuten | 4-Kanal-Magnetton                | Französisch, Deutsch, Englisch, Italienisch; teilweise untertitelt | |
| Deutschland (München)           | 12. Januar 1956   | Lola Montez                           | 115 Minuten | 4-Kanal-Magnetton                | Französisch, Deutsch, Englisch, Italienisch; teilweise untertitelt | länger aufgrund längerer Takes, wurde als „internationale Fassung“ vermarktet                                                   |
| Frankreich (Paris)              | 20. Januar 1956   | Lola Montès                           | 110 Minuten | 4-Kanal-Magnetton, Mono-Lichtton | Französisch                                                        | untertitelte und deutsche Passagen nachsynchronisiert, vier Szenen gekürzt                                                      |
| Deutschland (Berlin)            | 9. Februar 1956   | Lola Montez                           | 113 Minuten | 4-Kanal-Magnetton, Mono-Lichtton | Deutsch                                                            | untertitelte und französische Passagen nachsynchronisiert, vier Szenen gekürzt, wurde als „deutsche Originalfassung“ vermarktet |
| Frankreich (Paris)              | 22. Februar 1957  | Lola Montès                           | 91 Minuten  | Mono-Lichtton                    | Französisch                                                        | chronologische Reihenfolge mit gekürzten Zirkusszenen am Ende                                                                   |
| Großbritannien (London)         | 22. November 1957 | The Fall of Lola Montez               | 90 Minuten  | 4-Kanal-Magnetton                | Englisch                                                           | chronologische Reihenfolge der Szenen mit gekürzten Zirkusszenen am Ende                                                        |
| Deutschland (Frankfurt am Main) | 3. Dezember 1957  | Lola Montez – Die Tänzerin des Königs | 102 Minuten | Mono-Lichtton                    | Deutsch                                                            | chronologische Reihenfolge mit gekürzten Zirkusszenen am Ende                                                                   |
| USA (New York)                  | November 1959     | The Sins of Lola Montes               | 75 Minuten  | Mono-Lichtton                    | Englisch                                                           | chronologische Reihenfolge der Szenen mit Off-Kommentar                                                                         |

Die französische und deutsche Premierenfassung des Films wurde im Zuge der Kürzungen auf die chronologischen Fassungen hin zerschnitten. Bereits 1968 wurde eine restaurierte französische Fassung auf Basis der zweiten, leicht gekürzten französischen Fassung hergestellt, die 110 Minuten lang war und untertitelt weltweit vertrieben wurde. Auf Basis einer erhaltenen zweiten deutschen Fassung des Films, die mit breiterem Bild und original 4-Kanal-Magnetton ein Unikat darstellt, entstand im Jahr 2002 in Zusammenarbeit des Filmmuseums München und der Cinémathèque Municipale de Luxembourg eine restaurierte deutsche Fassung des Films, die sich der deutschen Premierenfassung annähert.

## Farbe
Max Ophüls legte seinem ersten und einzigen Farbfilm ein bewusstes Farbkonzept zugrunde. Szenen wurden dabei den verschiedenen Jahreszeiten zugeordnet.
- Frühling: Die Farben Schwarz, Grau und Dunkelblau stehen für Lola Montez’ triste Kindheit und dominieren die Szenen der Überfahrt nach Paris, des Verkupplungsversuchs der Mutter mit dem Baron in der Oper und der unglücklichen Ehe mit Leutnant James.
- Sommer: Die ersten Erfolge Lola Montez’ im Tivoli und die Affäre mit Ferdinand von Freiberg werden in warmen Farben dargestellt.
- Herbst: In den gemeinsamen Szenen von Martine Carol und Will Quadflieg als Lola Montez und Franz Liszt herrschen die warmen Grundfarben Rot und Gold vor, die durch weitere Farben des Herbstes ergänzt werden.
- Winter: Szenen zwischen Lola Montez und dem bayrischen König Ludwig I. werden von den Farben Bayerns, Weiß, Blau und Silbern/Gold, dominiert und finden als einzige des Films im Schnee statt.

Szenen im Zirkus werden von aggressiven, grellen Rot- oder Blautönen bestimmt, während das Publikum im Dunkeln bleibt.

## Sprache
Obwohl „Lola Montez“ in drei verschiedenen Sprachen aufgenommen wurde, wurden in der deutschen und französischen Premierenfassung vier Sprachen gesprochen. Max Ophüls ging dabei wie in früheren Filmen danach, welche Muttersprache die jeweiligen Schauspieler sprachen und ließ sie diese in weiten Teilen auch im Film sprechen. Passagen in Fremdsprachen wurden dabei untertitelt. Dieses Konzept wurde durch die mehrsprachige Aufnahme des Films nur teilweise unterwandert.
Betrachtet man die deutsche Premierenfassung als die längste Fassung des Films, so wurden die Zirkusszenen, in denen hauptsächlich der polyglotte Peter Ustinov spricht, in der deutschen Fassung in den Film aufgenommen. Auch Martine Carol, die des Deutschen nicht mächtig war, sprach ihre Passagen auf Deutsch. „Was sie zu sagen hatte, wurde ihr in phonetischer Umschrift auf eine Tafel geschrieben, die hinter Peters Rücken hochgehalten wurde, und er musste unentwegt seine Stellung ändern, damit sie es auch lesen konnte. Über ihre gegenseitigen Einsätze verständigten sie sich mit Augensignalen.“ In der deutschen Premierenfassung wurde sie nicht synchronisiert, „elle parle elle-même, avec un accent et des incorrections adorables, qui ajoutent à son personnage un charme supplemetaire.“ Szenen, in denen deutsche und französische Schauspieler zusammen auftraten, wurden in der deutschen Fassung gemischt aufgenommen, so sprach Martine Carol französisch „auch teilweise mit Liszt, der viele ihrer französischen Sätze einfach auf deutsch wiederholte“.
Einige Szenen der deutschen Fassung wurden ausschließlich auf Französisch oder Englisch und Französisch in den Film genommen, in einer Szene, die in Italien spielt, sprechen die Darsteller Italienisch. In diesen Fällen wurden die Szenen untertitelt, wobei die deutsche Premierenfassung mit 30 Untertiteln der französischen mit 18 Untertiteln gegenübersteht. Zahlreiche fremdsprachige Bemerkungen blieben jedoch ohne Untertitel und damit für die meisten Zuschauer unverständlich. „Insgesamt spiegeln die Untertitel die Absicht von Ophüls wider, dem Zuschauer nur das verständlich zu machen, was für das Verstehen des Filmes notwendig war – ein Konzept, das sich auch auf die gesamte Tonmischung bezog und für viel Unmut sorgte.“ So kritisierte zum Beispiel Friedrich Luft das Tonkonzept Ophüls’: „… wenn jemand … im Film den Mund öffnet, erwartet man füglich, er will etwas sagen. Man ist naiv genug, auch verstehen zu wollen, was er sagt. Ophüls foppt uns da mit seiner Verschleierungsmethode, so tiefsinnig und richtig sie sein mag, andauernd. Und gefoppt, hungrig gelassen, ununterrichtet will man nicht bleiben.“ Da die zeitgenössische Kritik unter anderem an der Tongestalt des Films ansetzte, entschieden sich die Produzenten für eine „Normalisierung“ des Films und verzichteten ab der zweiten Schnittfassung durch eine Synchronisation auch der fehlerhaften deutschen Dialoge Martine Carols auf die Mehrsprachigkeit, die selbst in der rekonstruierten deutschen Fassung nur teilweise wiederhergestellt werden konnte.

## Heutige Bewertung
Heute gilt „Lola Montez“ als ein Meisterwerk des Regisseurs, das besonders aufgrund der Verschachtelung mit Rückblenden und der Einsätze von Farbe seiner Zeit voraus war.

„Ophüls’ letzter Film sprengt mit seiner Dramaturgie stets wechselnder und sich durchdringender Darstellungsebenen den Rahmen des Traditionellen Erzählkinos. Der komplexen Erzählung ordnet sich der unerreichte Umgang mit Cinemascope-Format und Farbe unter, der Lolas Seelenzustand reflektiert. Das zentrale Motiv – die Verdinglichung der Frau – zeigt den Regisseur als sensiblen Porträtisten bürgerlicher Leidenschaft und Selbsttäuschung.“

„Max Ophüls’ großartiger Cinemascope-Farbfilm ist ein Meisterwerk der Bilddramaturgie, eine erlesen-traurige Demonstration maßlosen Lebens. Lola Montez wird zum Sinnbild einer Zeit, die gnadenlos war und ihre Herausforderer selbst zur Gnadenlosigkeit trieb. Ophüls hat die Rückblenden in ihrer verwirrenden Vielfalt auf der Leinwand immer wieder neu gestaltet, die Farben nehmen – gleichsam von sich aus – spielerisch dramaturgische Bedeutung an. Ein in seiner Maßlosigkeit beeindruckender Film voller Sinnlichkeit.“